# Adenia heterophylla
Adenia heterophylla es una especie de arbusto perteneciente a la familia  Passifloraceae. Es originaria de Asia.

## Descripción
Es una liana que alcanza los 30 m de largo. Las raíces son carnosas. Los tallos son cilíndricos de 5 cm de diámetro. Con estípulas aplanadas de forma triangular, de 1 mm. las hojas lanceoladas, membranosas a coriáceas. Las inflorescencias a menudo con zarcillos que salen de un centro, con pedúnculo de 20 cm, y con 40 flores en las masculinas y 2-4 de flores en las femeninas, las brácteas y bractéolas angostamente triangulares. Las flores tubiformes con los pétalos  de color rojo. El fruto es una cápsula dehiscente, elipsoide, de 13 cm. Las semillas son unas 60 por cápsula, orbiculares.

## Distribución y hábitat
Se encuentra en bosques y matorrales, desde los 300 (-1000) metros, en Guangdong, Guangxi, Hainan, Taiwán, Camboya, Indonesia (Java, Sumatra), Laos, Papúa Nueva Guinea, Filipinas, Tailandia, Vietnam, Australia e islas del Pacífico.

## Ecología
La planta es el alimento de las larvas de la mariposa Cethosia penthesilea.

## Literatura
En el capítulo El Juicio de Dungara del libro Cuentos de la India (sir Ruyard Kipling) se la describe por permitir fabricar una tela blanca y suave para ser usada por un misionero para vestir a los indígenas pero que al poco de vestirla produce un efecto urticariante que dura varios días. Le concede el nombre vulgar de Ortiga Escorpión de Nilgiri.